# Radenci
Radenci (IPA: [ˈraːdɛnʦi], németül Radein IPA: [ˈʁaːdaen]) városka és községközpont Szlovéniában, Maribortól 30 km-re északkeletre, a szlovén-osztrák határ közvetlen közelében, a Mura jobb partján.

## A község (járás) települései
Boračeva, Hrastje-Mota, Hrašenski Vrh, Janžev Vrh, Kapelski Vrh, Kobilščak, Kocjan, Melanjski Vrh, Murski Vrh, Murščak, Okoslavci, Paričjak, Radenci, Radenski Vrh, Rački Vrh, Rihtarovci, Spodnji Kocjan, Šratovci, Turjanci, Turjanski Vrh, Zgornji Kocjan és Žrnova.

## Története

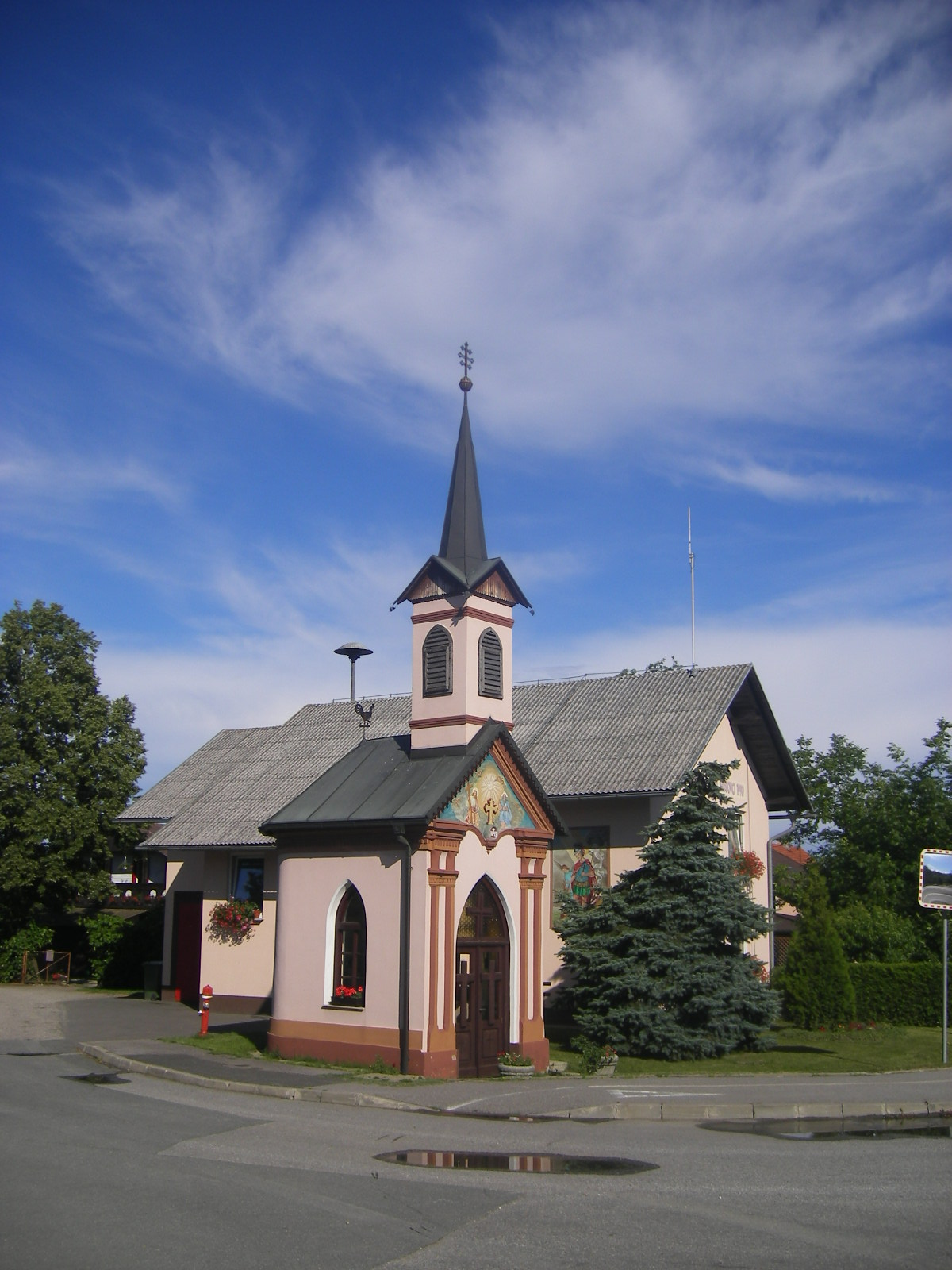
Kápolna

A középkor óta ismert. Stájerország része volt 1918-ig, ezután Jugoszláviáé 1991-ig, amikor is függetlenedett Szlovéniával.
1664-ben itt léptek Magyarország területére a franciák, akik az 1664-es szentgotthárdi csatában vettek részt.
A városka széles körű ismertségét az ásványvíznek, a gyógyturizmusnak, és a kongresszusi turizmusnak köszönheti. Az első kutat 1869-ben fúrták dr. Karl Henn javaslatára és felügyelete mellett. A Radenska palackozása igazából csak a második világháború után indult meg. Ez időtől kezdi a három piros szív meghódítani a piacokat.